# Dwangburcht van Kortrijk

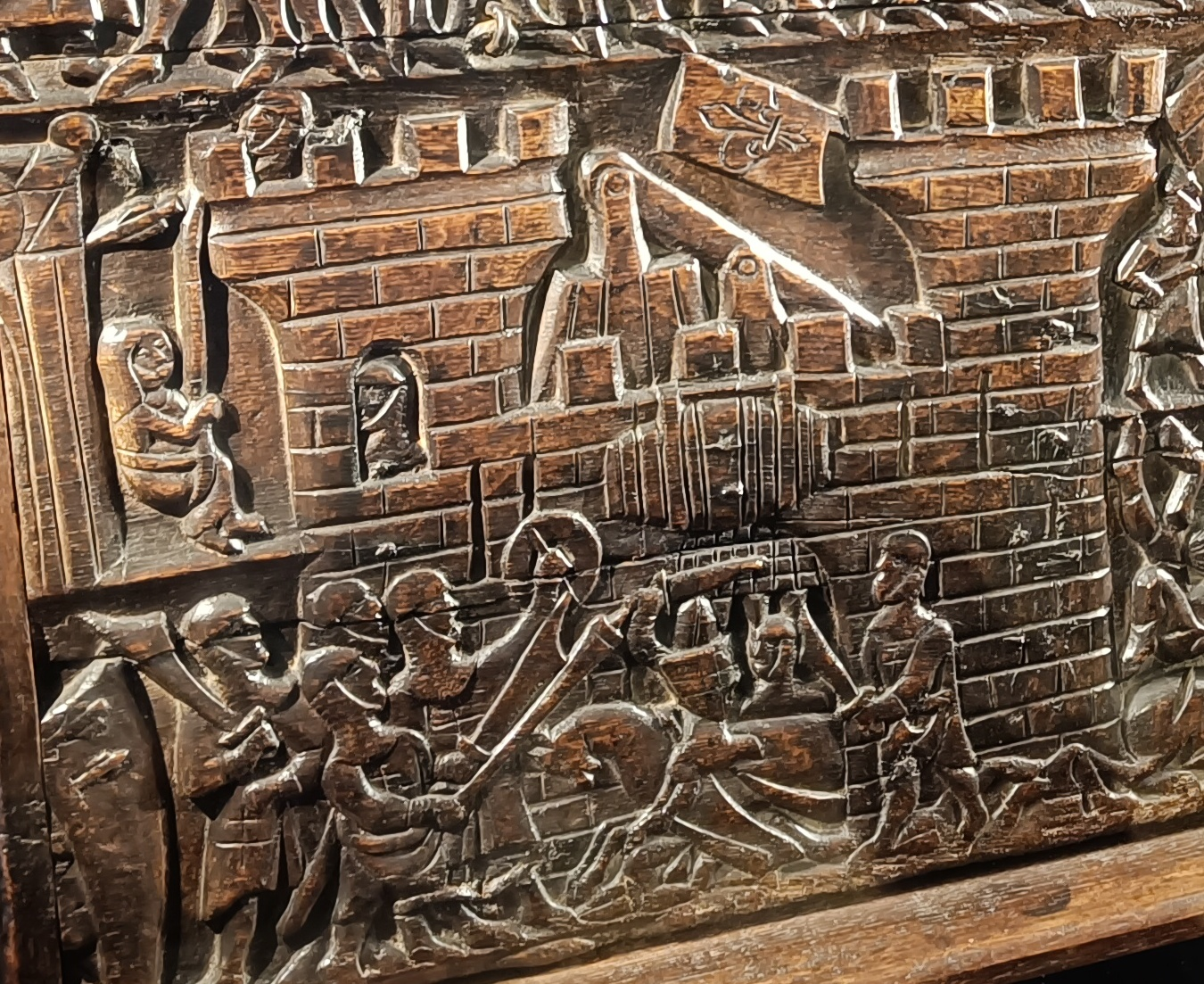
De burcht afgebeeld op de Kist van Oxford. De weergegeven scène toont het kasteel in 1302 toen het in Franse handen was (te zien aan de lelievlag).

In de strijd tussen graaf Gwijde van Dampierre en de Franse koning Filips de Schone bezetten Franse troepen het grafelijk domein te Kortrijk. In zeer korte tijd (1300-1302) bouwden ze er een sterke dwangburcht om de stad te beheersen. Deze dwangburcht van Kortrijk (1302-1394) lag in het verlengde van de stadsmuren en bestond uit een hoofd- en een voorburcht.

## Voorgeschiedenis
Militaire aanwezigheid op de plek van de dwangburcht gaat terug tot de tijd van het laat-Romeinse Keizerrijk.
Tegen het einde van de 9e eeuw zouden de Noormannen er een versterking hebben gebouwd. Bronnen uit de tijd daarna maken melding van een castrum: dit zou een mottekasteel zijn dat onder Filips van den Elzas werd gebouwd. De locatie ervan is niet geheel duidelijk.

## Bouw
De bouw van de dwangburcht werd aangevat door graaf Gwijde bij het uitbreken van de Frans-Vlaamse oorlog in 1297 en werd vanaf 1300 voortgezet door de Fransen.
Het ontwerp van de hoofdburcht volgde de principes van militaire architectuur zoals toegepast onder Filips August van Frankrijk voor het Louvre (1190). Het voorzag in een min of meer regelmatige plattegrond, ronde hoektorens en een talud voor de muren. De hoofdburcht mat 95 bij 85 meter en bestond uit baksteen bekleed met natuursteen. Hij was aan drie zijden omwald.
De meer onregelmatige voorburcht werd opgetrokken rondom de Onze-Lieve-Vrouwekerk, die zich binnen het grafelijk domein bevond. Hij vormde een waterbeheersend systeem ter beveiliging van de hoofdburcht en de stadsgrachten. De nog bestaande artillerietoren bevond zich op de oosthoek ervan en bevatte een waterput. Aan de oostzijde lag een poortgebouw met brug en toren (later bekend als de Kanunnikpoort en de Gruzenbergtoren). De zuidzijde werd beschermd door een sterke weermuur en bevatte eveneens een poort.
De zuidelijke Broeltoren wordt soms als een overblijfsel van de burcht beschouwd, maar mogelijk is dit onjuist.

## Guldensporenslag
De dwangburcht speelde een grote rol in de Guldensporenslag, waarvan hij zelfs de locatie bepaalde. Na de Brugse Metten had een 300 man sterke Franse troepenmacht zich in de burcht verschanst onder leiding van burggraaf Jean de Lens. Ze werden er vanaf 23 juni 1302 belegerd door Pieter de Coninck, die zijn beleg van de Kasselse burcht had afgebroken toen hij vernam dat het Franse leger op weg was. Om de burcht te ontzetten begaf Robert II van Artesië zich met zijn leger naar Kortrijk.
Op 8 juli kwam hij er aan en sloeg hij zijn kamp op aan de Pottelberg in de omgeving van wat nu de Kampstraat is. Twee dagen lang ondernam het Franse leger pogingen om de stad te bestormen en langs daar de aangrenzende burcht te ontzetten. Hun aanvallen op de Doornikse en Rijselse poort werden afgeslagen. De Fransen zagen zich verplicht om de veldslag aan te gaan met de opstandelingen, die met hun opstelling op de Groeningekouter de toegang tot het kasteel langs de buitenzijde versperden.
Tijdens de slag bevond de burcht zich in de rug van de opstandelingen. De Ieperse troepen waren opgesteld om een mogelijke uitval van het Franse garnizoen op te vangen. Ze werden aangestuurd door Jan van Renesse, een Zeeuwse banneling die vanuit de achtergrond het opperbevel voerde en die moest beslissen wanneer de reserves in de strijd te gooien. Vanuit het kasteel werden vuurprojectielen gelanceerd om gebouwen in de stad in brand te schieten. Kort erna kwam de uitval er, maar de ridders werden terug in de burcht gedreven. De Fransen verloren de slag. Enkele dagen later gaf het garnizoen zich over.

## Afbraak
Na de Guldensporenslag wisselde de controle over de burcht regelmatig. De Franse kroon streefde de afbraak ervan na. Graaf Robrecht van Bethune maakte aanstalten in die richting, maar het is zijn opvolger Lodewijk van Nevers die er ca. 1323 een begin mee maakte. Van 1337 tot 1343 herbouwde hij de burcht echter weer.
In 1382 werd Kortrijk na de Slag bij Westrozebeke geplunderd door Bretonse troepen. Ook de dwangburcht leed hierbij forse schade. Met de stenen ervan liet hertog Filips de Stoute elders in Kortrijk een nieuw kasteel bouwen (1394).
Zijn opvolger Jan zonder Vrees stond het domein in 1411 af aan het kapittel van de Onze-Lieve-Vrouwekerk om zijn schulden te delgen. In 1415 werd het overgedragen aan de stad, die de grachten liet vullen met het puin van de sloop.

## Opgravingen
Restanten van de burcht werden herontdekt bij opgravingen in 1934, 1945, 1961, 1990-96 en 2007-08. Bij deze laatste operatie werden de funderingen van de oostelijke poort van de voorburcht blootgelegd. De zuidelijke poort zou zich in de buurt van de Grote Markt bevinden.
Een maquette van de dwangburcht bevindt zich in museum Kortrijk 1302.

## Voetnoten
1. ↑  Philippe Despriet (2008), "Kortrijk tijdens de vierde eeuw", Vlaanderen, nr. 319, blz. 103
2. ↑  Lopende Studies, Archeologie Zuid-West-Vlaanderen (geraadpleegd op 7 mei 2014)
3. ↑  Groeningestraat (Inventaris van het Bouwkundig Erfgoed)
4. ↑  De Broeltorens (geraadpleegd op 7 mei 2014). Gearchiveerd op 11 maart 2016.
5. ↑  Paul Trio, Dirk Heirbaut, Dirk Auweele (red.), Omtrent 1302, blz. 219
6. ↑  J. Mertens, De Slag der Gulden Sporen (bezocht op 14 mei 2014)
7. ↑  Manon Schooneman (2013), Bourgondische kastelen in de Lage Landen. Een vergelijkende studie op basis van de grondplannen, geplaatst in historisch kader (Masterproef Universiteit Gent)
8. ↑  Oostelijke poort Franse dwangburcht uit 1302 blootgelegd in Kortrijk, Nieuwsblad.be, 23 augustus 2007 (geraadpleegd op 7 mei 2014)